# Idrogeno-4
L'idrogeno-4 (il cui simbolo è 4H) è un isotopo dell'idrogeno altamente instabile. Il nucleo contiene un protone e tre neutroni. È stato sintetizzato in laboratorio bombardando trizio con nuclei di deuterio. In questo esperimento, i nuclei di trizio hanno catturato i neutroni dei nuclei di deuterio. La presenza di idrogeno-4 è stata dedotta individuando i protoni emessi. La massa atomica di questo isotopo è di 4.027806 ± 0.000110 uma. Decade tramite emissione di neutroni e ha un'emivita di (1.39 ± 0.10) × 10−22 secondi.

## Nella cultura di massa
Nel romanzo satirico Il ruggito del topo del 1955, il nome quadium è stato dato l'idrogeno-4.